# 切姆
切姆，是匈牙利科马罗姆-埃斯泰尔戈姆州所辖的一个村。总面积6.29平方公里，总人口480，人口密度76.3人/平方公里（2011年1月1日）。